# Kobra (film)
Kobra (v originále Cobra) je americký akční film z roku 1986, který režíroval George P. Cosmatos a scénář napsal Sylvester Stallone, který ve filmu ztvárnil hlavní roli. Ve filmu, který volně vychází z románu A Running Duck od Pauly Goslingové z roku 1974 (později vydaného pod názvem Fair Game a zfilmovaného pod tímto názvem v roce 1995, v češtině pak Jako štvaná zvěř), hrají Reni Santoni, Brigitte Nielsenová a Andrew Robinson. Film sleduje losangeleského policejního poručíka Mariona „Cobru“ Cobrettiho, který vyšetřuje sérii násilných zločinů a zároveň chrání svědka, na kterého se pachatelé zaměřili.
Kobra je posledním filmem, v němž Stallone a Nielsenová spolupracovali po snímku Rocky IV (1985) až do snímku Creed II (2018), a jediným filmem, v němž se oba představili v době, kdy byli ve skutečném životě manželé, než se o rok později rozvedli. Scénář byl do značné míry inspirován Stalloneho původním scénářem k filmu Policajt v Beverly Hills (1984).
Kobra se do kin dostala s vesměs negativními recenzemi, které kritizovaly její přílišné násilí a nadužívání žánrových témat, přesto zaznamenala kasovní úspěch a od té doby je také považována za kultovní klasiku.

## Děj
Při hromadné střelbě v losangeleském supermarketu přivolá LAPD poručíka Mariona „Cobru“ Cobrettiho z elitní jednotky Zombie Squad. Cobra zastřelí střelce, který hlásá socio-darwinistické ideály a zmíní New World. Později se ukáže, že jde o sektu usilující o vyhlazení slabých.
Modelka Ingrid Knudsen se stane cílem sekty poté, co vidí jejich vražedné řádění. Cobra ji chrání spolu se svým parťákem Gonzalesem. Přes další útoky a podezření, že za vraždami stojí organizace, vedení policie Cobrovi nevěří.
Cobra, Gonzales a Ingrid odjíždějí do San Remos. Zde Cobra a Ingrid navážou vztah. Do týmu se infiltrovuje důstojnice Stalková, tajná členka sekty. Ráno město napadne sekta na motorkách. Cobra je likviduje v přestřelce, Gonzales je zraněn. Cobra s Ingrid prchají do ocelárny, kde v boji zabije vůdce sekty Night Slashera.
Po příjezdu policie Cobra odmítne další výtky nadřízeného pěstí a s Ingrid odjíždí na motorce pryč.

## Obsazení
- Sylvester Stallone jako poručík Marion „Cobra“ Cobretti
- Brigitte Nielsen jako Ingrid Knudsenová
- Reni Santoni jako seržant Tony Gonzales
- Andrew Robinson jako detektiv Monte
- Brian Thompson jako „Night Slasher“
- John Herzfeld jako Cho
- Lee Garlington jako policistka Nancy Stalková
- Art LaFleur jako kapitán Sears
- Marco Rodriguez jako zabiják ze supermarketu
- Ross St. Phillip jako strážný
- Val Avery jako náčelník Halliwell
- David Rasche jako Dan
- Nick Angotti jako Prodski